# وعلان شفاينفورتي
وعلان شفاينفورتي (الاسم العلمي:Commelina schweinfurthii) هو نوع من النباتات يتبع جنس الوعلان من الفصيلة الوعلانية.